# Concours de boules
Pour plus de détails, voir Fiche technique et Distribution.
Concours de boules est un court métrage documentaire muet français réalisé par Louis Lumière en 1896 et produit par la Société Lumière.

## Description
Des hommes jouent aux boules avec autour d'eux de nombreux spectateurs. Ni les joueurs, ni les spectateurs n'on l'air de se soucier de sécurité.

## Fiche technique
- Titre original : Concours de boules
- Titre en hongrois : Golyójáték
- Titre en polonais : Gra w bule
- Titre en russe : Игра в боулз
- Réalisation : Louis Lumière
- Production : Société Lumière
- Lieu de tournage : Cours du Midi (aujourd'hui cours de Verdun) à Lyon (France)
- Pays d'origine : France
- Vue no  : 27
- Genre : Documentaire
- Format : Court métrage — Muet — Noir et blanc - 1,30:1
- Durée : 40 s
- Date de réalisation : 1896
- Dates de sortie :
  -  France :  31 mai 1896 à Lyon
  -  Italie :  août 1953 à la Mostra de Venise

## Sources
- Catalogue Lumière, « Concours de boules » (consulté le 10 février 2024).